# Arnaut de Mareuil
Ne doit pas être confondu avec Arnaud de Mareuil.
Arnaut de Mareuil, actif à la fin du XIIe siècle, était un troubadour, compositeur de poésie lyrique en langue d'oc. Vingt-cinq à vingt-neuf de ses chansons sont parvenues jusqu'à nous, dont six avec leur musique d'accompagnement.

## Biographie
Son nom indique qu'il vient de Mareuil dans le Périgord. On dit de lui qu'il était un clerc venant d'une famille pauvre, qui devint « trobaire», c'est-à-dire une personne qui joue avec le langage et crée des poésies (de l'occitan médiéval "trobar", trouver, composer). Il est actif de 1171 jusque vers 1190 selon Delbouille et Johnston, jusqu'au début du XIIIe siècle selon Larousse, dans le nord du Périgord.
Il fut d'abord accueilli à la cour de Raimond V de Toulouse puis à celle de Béziers. Il aurait été épris d'amour pour la comtesse Azalais de Toulouse, fille de Raymond V, qui était mariée à Roger II Trencavel, et les poèmes survivants d'Arnaut peuvent être vus comme un cycle lyrique témoignant de son amour pour elle. Alphonse II d'Aragon était son rival dans l'affection de sa Dame, et le roi aurait par jalousie persuadé Azalais de cesser son amitié avec Arnaut. Arnaut, rejeté, trouva finalement un protecteur en Guilhem VIII de Montpellier.

## Jugements sur Arnaut
Le style d'Arnaut est notamment caractérisé par la thématique du rêve et l'emploi de fréquents portraits.
Un éditeur de l’Encyclopædia Britannica affirme qu'Arnaut a surpassé ses plus brillants contemporains tels qu'Arnaut Daniel par l'élégante simplicité de forme et la délicatesse de ses sentiments ; cependant cette opinion personnelle va à l'encontre du consensus général des érudits actuels comme ceux de l'époque. Dante, Pétrarque, Ezra Pound qui étaient familiers des deux poètes reconnaissent tous la supériorité de Daniel. Arnaut de Mareuil n'était donc probablement pas le meilleur troubadour de son époque, mais la survie de ses textes semble cependant attester une certaine popularité.